# Fotochrom

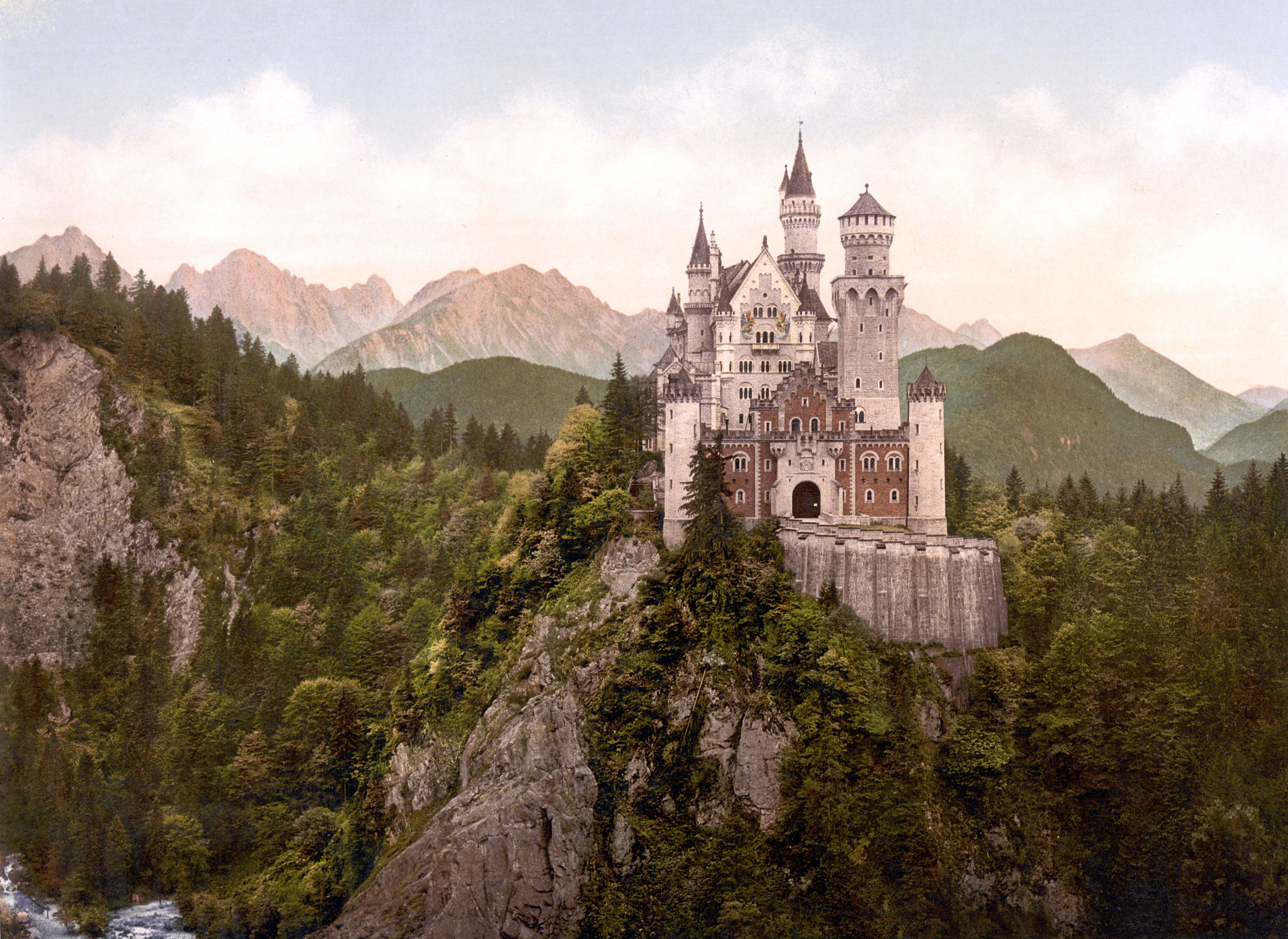
Fotochrom zámku Neuschwanstein, asi 1890

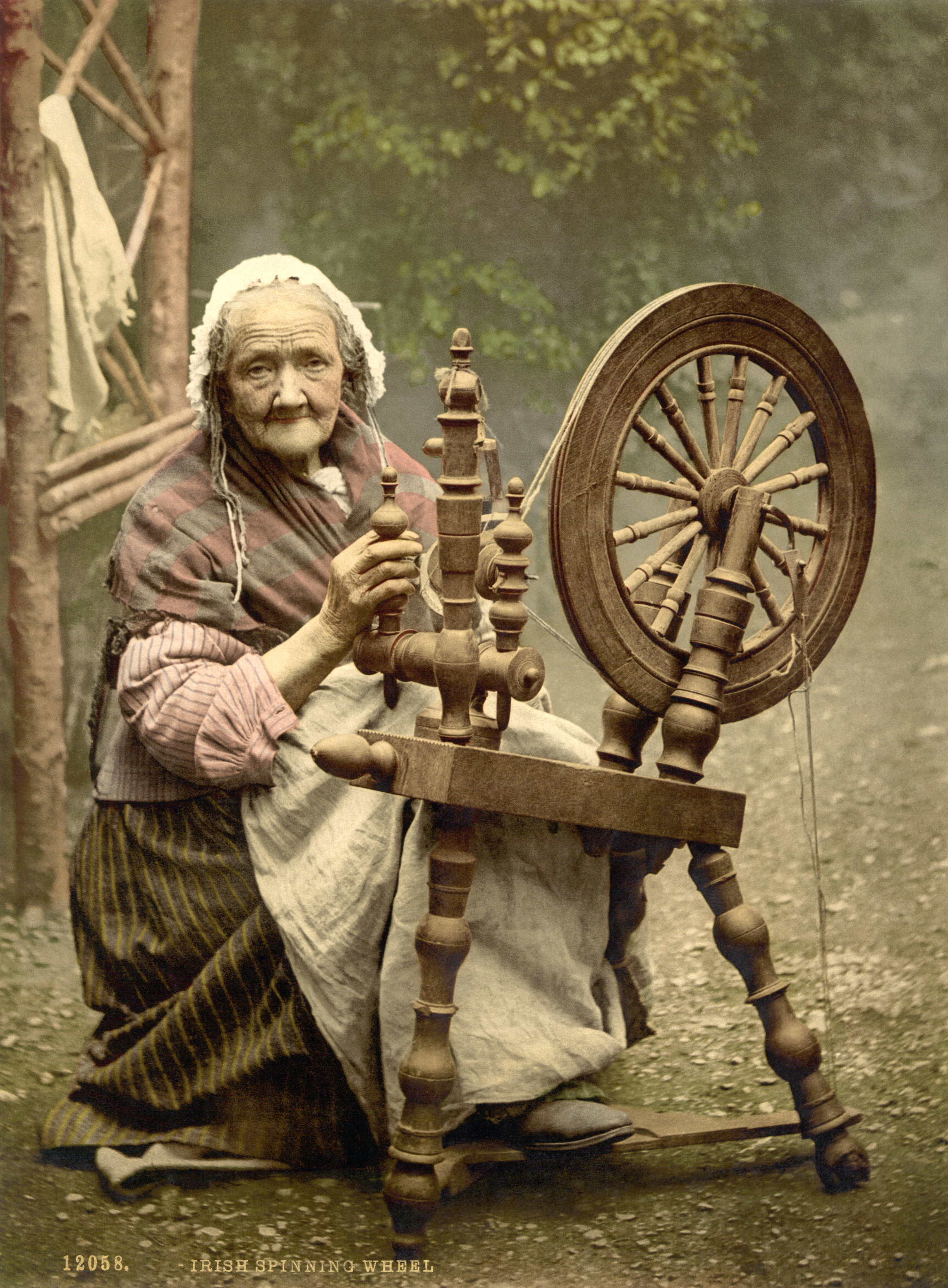
Stará Irka u kolovrátku, asi 1890–1900

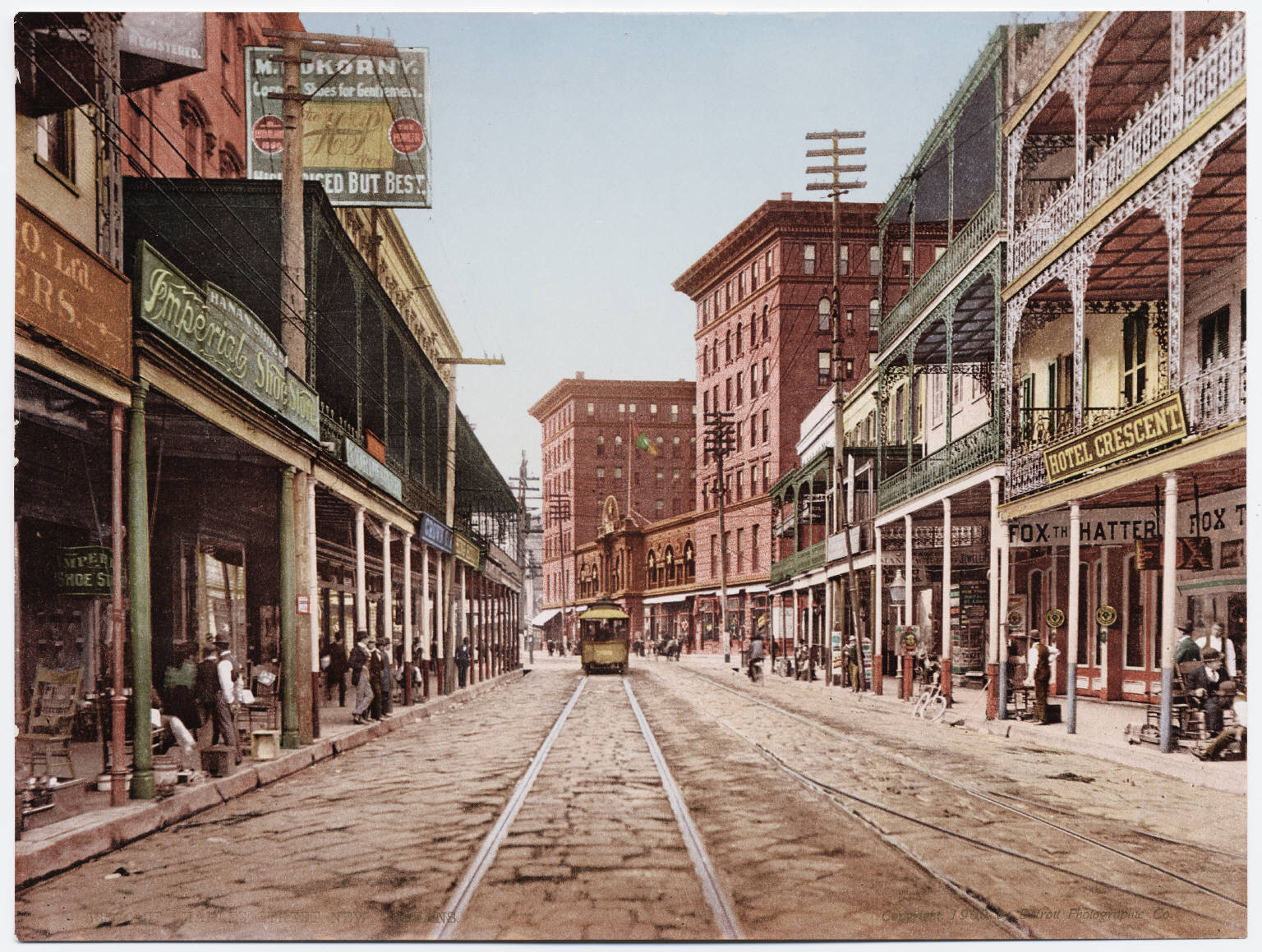
New Orleans, 1900

Fotochrom, fotochromový tisk, někdy Aäc process (anglicky photochrome) je fotolitografický tiskový proces výroby kolorovaných obrázků z černobílého negativu, přičemž tiskové prvky tvoří asfaltová vrstva na litografickém zrněném kameni. V češtině byl fotochrom v historii označován jako obraz v přirozených barvách. Tato technika byla vyvinuta pro komerční využití v 80. letech 19. století litografem v Curychu Hansem Jakobem Schmidtem (1856-1924) ve švýcarské společnosti Orell Füssli. Skoro sto let se pak fotochrom udržel jako nejefektivnější bezrastrový litografický proces k výrobě vysoce kvalitních barevných reprodukcí, jeho největší rozkvět nastal v době před první světovou válkou.

## Technika
Termín fotochrom je o několik desítek let starší než pojmenování této technologie. Je to kombinace řeckých slov photos (= světlo) a chroma (= barva) a nemá znamenat nic jiného než barevný světelný obraz. Přestože producenti chtěli po celá desetiletí působit dojmem, že fotochromový proces je jistým druhem barevné fotografie, je fotochromový tisk ve skutečnosti tiskem ofsetovým. Při ní se negativ černobílé fotografie prosvítí na litografický kámen potřený směsí asfaltu. Pro každou tiskovou barvu se přitom vyrobí a vyvolá samostatná asfaltová kopie. Po dalších nezbytných pracovních krocích se kámen barví příslušnou barvou a motiv se nanáší přes sebe v různých barvách a tiskne se na papír nebo lepenku.
Tento komplikovaný proces byl v roce 1888 patentován zároveň ve Francii a Rakousku-Uhersku, ale přesné informace o vynálezci nebo použití asfaltu byly drženy v tajnosti po celá desetiletí. Fotochromový tisk je stále jednou z nejkvalitnějších metod tisku, ale v současnosti je tento proces velmi neefektivní a používá se jen zřídka a pouze pro speciální tisky.

## Historie
Technika byla vyvinuta pro komerční využití v 80. letech 19. století litografem v Curychu Hansem Jakobem Schmidtem (1856-1924) ze švýcarské společnosti Orell Füssli. Historie tiskařské firmy Orell Gessner Füssli sahá až do 16. století. Füssli založila akciová společnost Photochrom Zürich (později Photoglob Zürich AG) jako speciální pobočku pro komerční využití procesu. Obě společnosti – Füssli a Photoglob existují dodnes.
Na konci 90. let devatenáctého století americká společnost Detroit Publishing (dříve Detroit Photographic Company – Detroitská fotografická společnost, kterou vlastnil William A. Livingstone), získala výhradní vlastnictví a práva k procesu fotochromu v Americe. Do společnosti nastoupil v roce 1898 jako prezident William Henry Jackson a s sebou přinesl odhadem 10 000 negativů – základ společnosti a jejích fotografických archivů, ze kterých se vyrábělo vše od fotografických pohlednic až po mamutí panoramata. Licenci na proces zakoupila i londýnská firma Photochrom.
Proces byl nejvíce populární v 90. letech devatenáctého století, tedy v době, kdy byla skutečná barevná fotografie teprve v plenkách a byla stále komerčně nevýhodná.
V roce 1898 přijal americký Kongres zákon o soukromých poštovních pohlednicích, který dovoloval soukromým vydavatelům výrobu pohlednic. Ty mohl zaslat za jeden cent každý – dopisní sazba v té době byla dva centy. Byly vytištěny tisíce fotochromových obrázků, obvykle měst nebo krajin, které se prodávaly jako pohlednice ve formátu, který fotochromové reprodukce nejvíce zpopularizoval. Detroitská fotografická společnost na vrcholu své slávy údajně vyprodukovala sedm milionů fotochromů a deset až třicet tisíc různých druhů motivů.
Období po první světové válce, které přineslo konec šílenství sběru fotochromových pohlednic, se metoda používala hlavně pro tisk plakátů a uměleckých reprodukcí – poslední fotochromová tiskárna byla provozována až do roku 1970.
Skoro sto let se metoda fotochromatického tisku udržela jako nejefektivnější bezrastrový litografický proces k výrobě vysoce kvalitních barevných reprodukcí, v současnosti je však tento proces velmi neefektivní a používá se jen zřídka pro speciální účely.

## Galerie

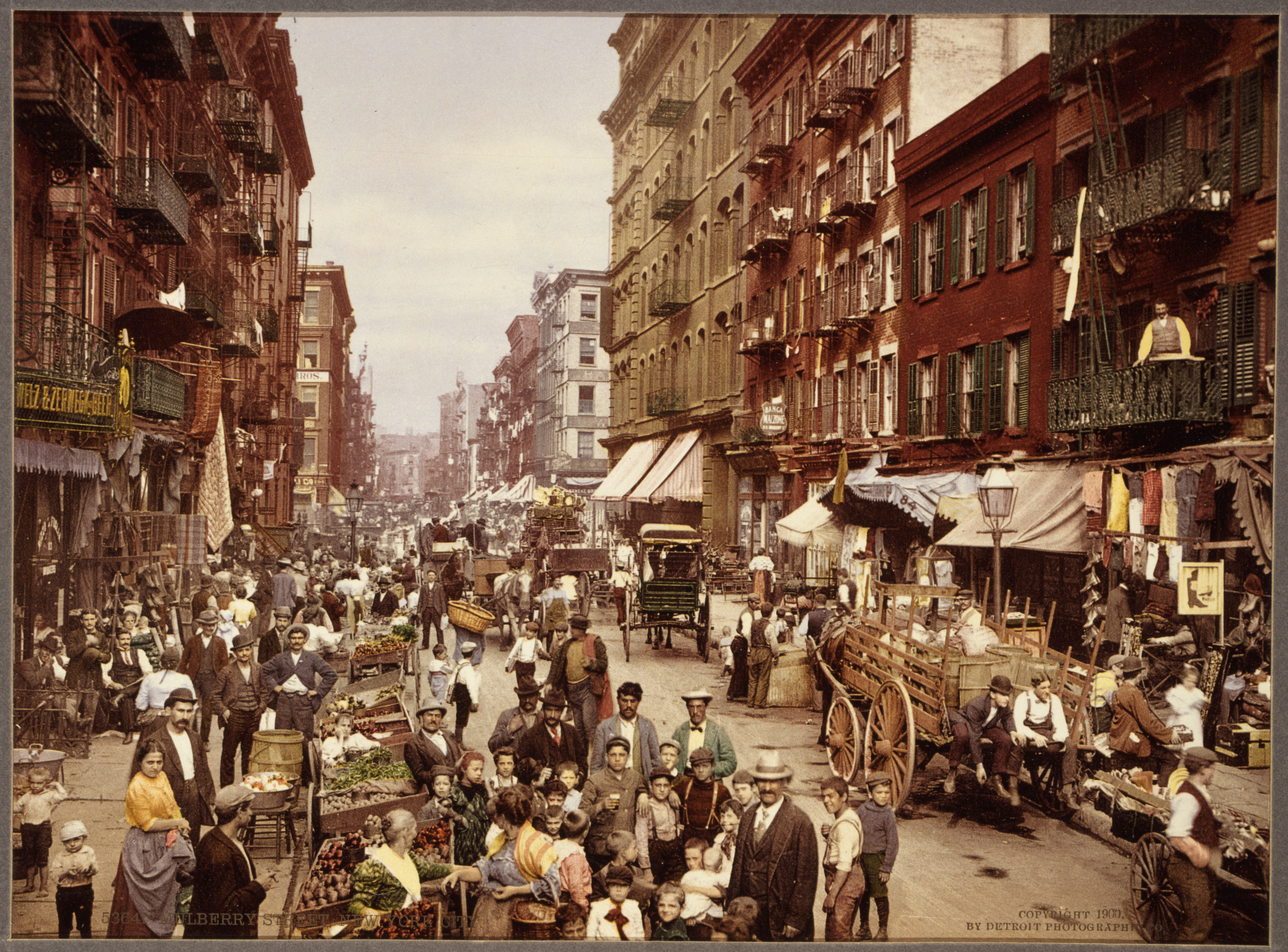
Mulberry Street, Manhattan, New York City, snímek demonstruje typickou barevnou charakteristiku procesu
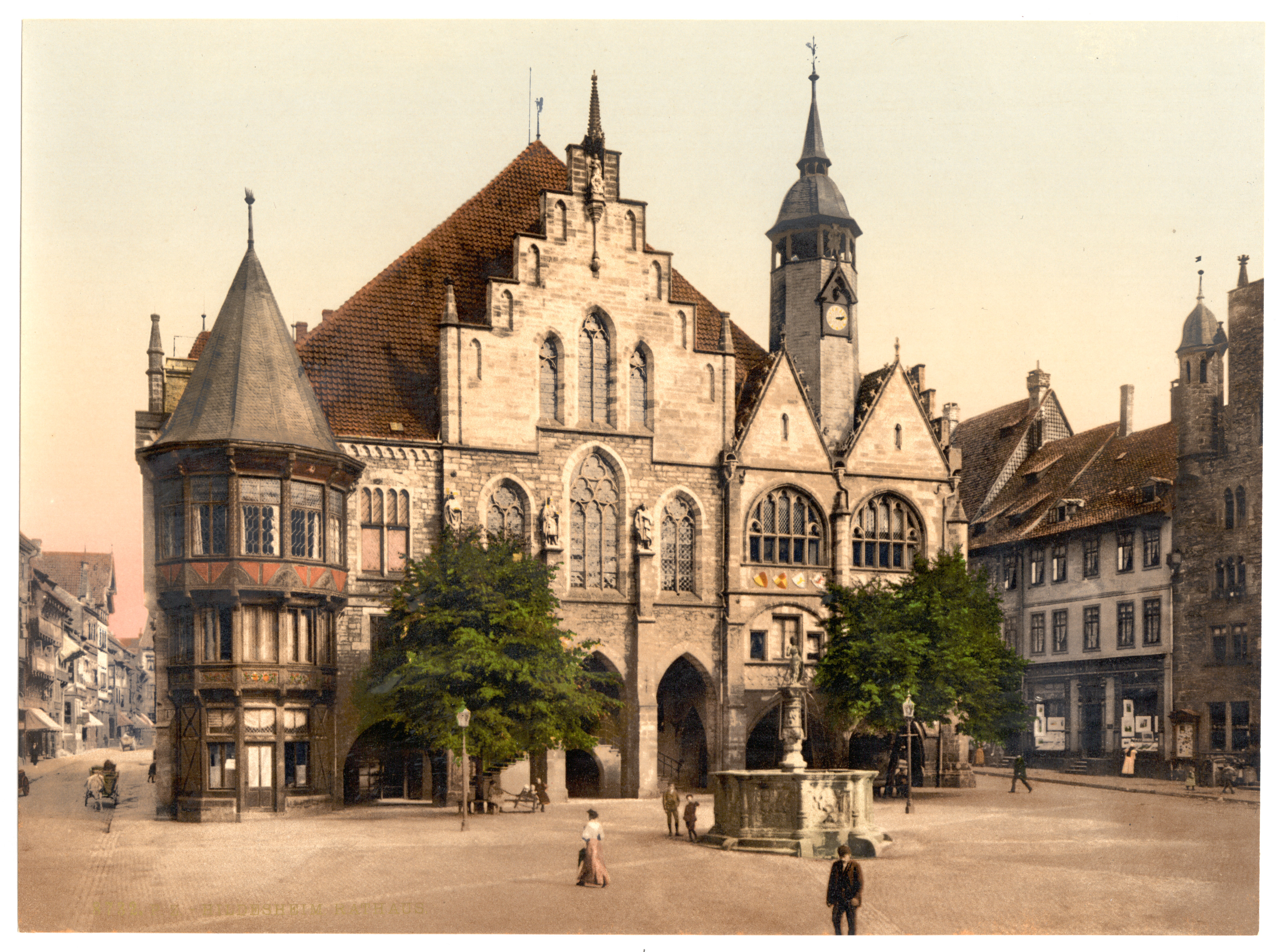
Hildesheim, 1890-1900, s použitím méně barevných desek
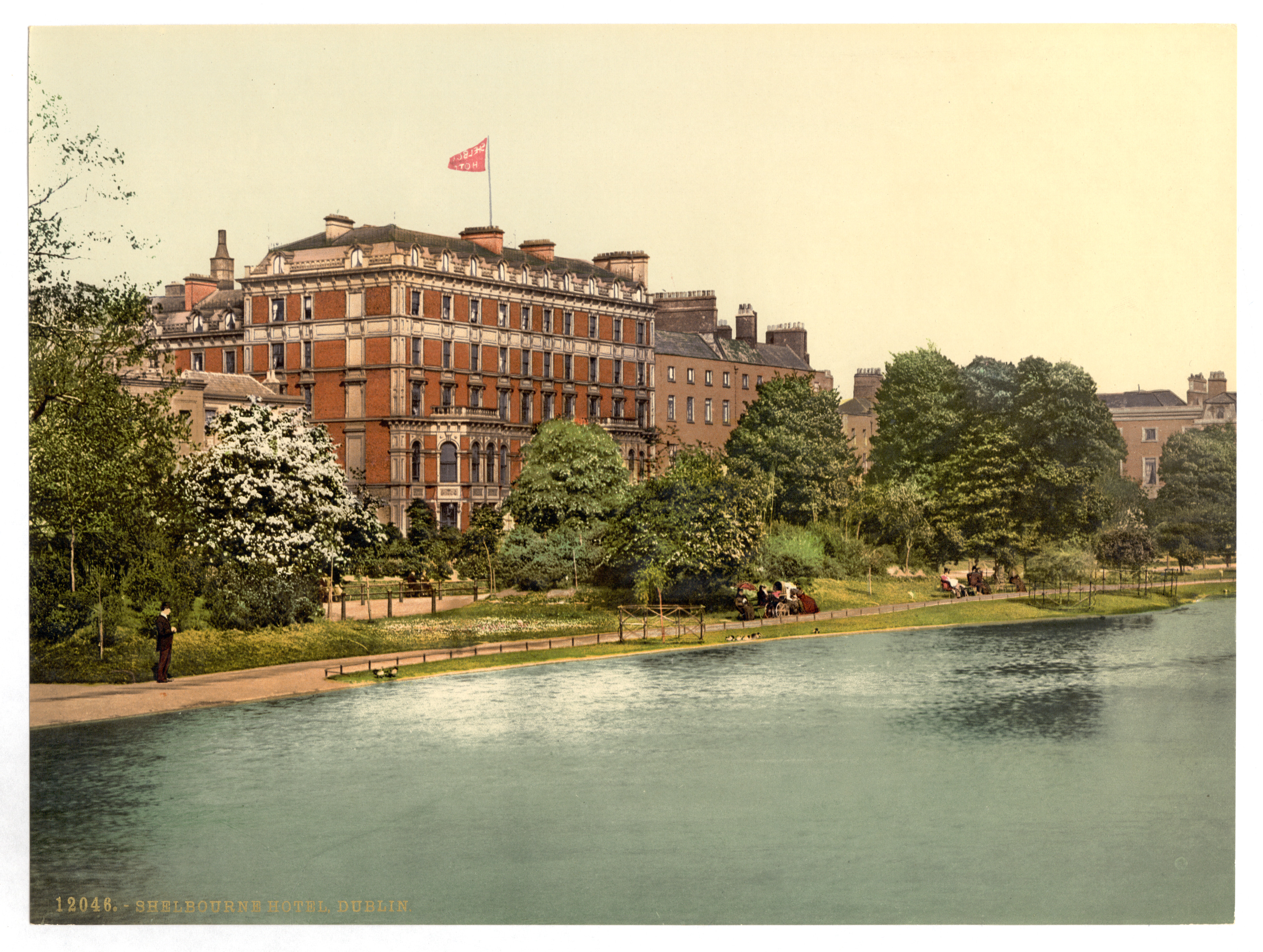
Hotel Shelbourne, Dublin, asi 1900
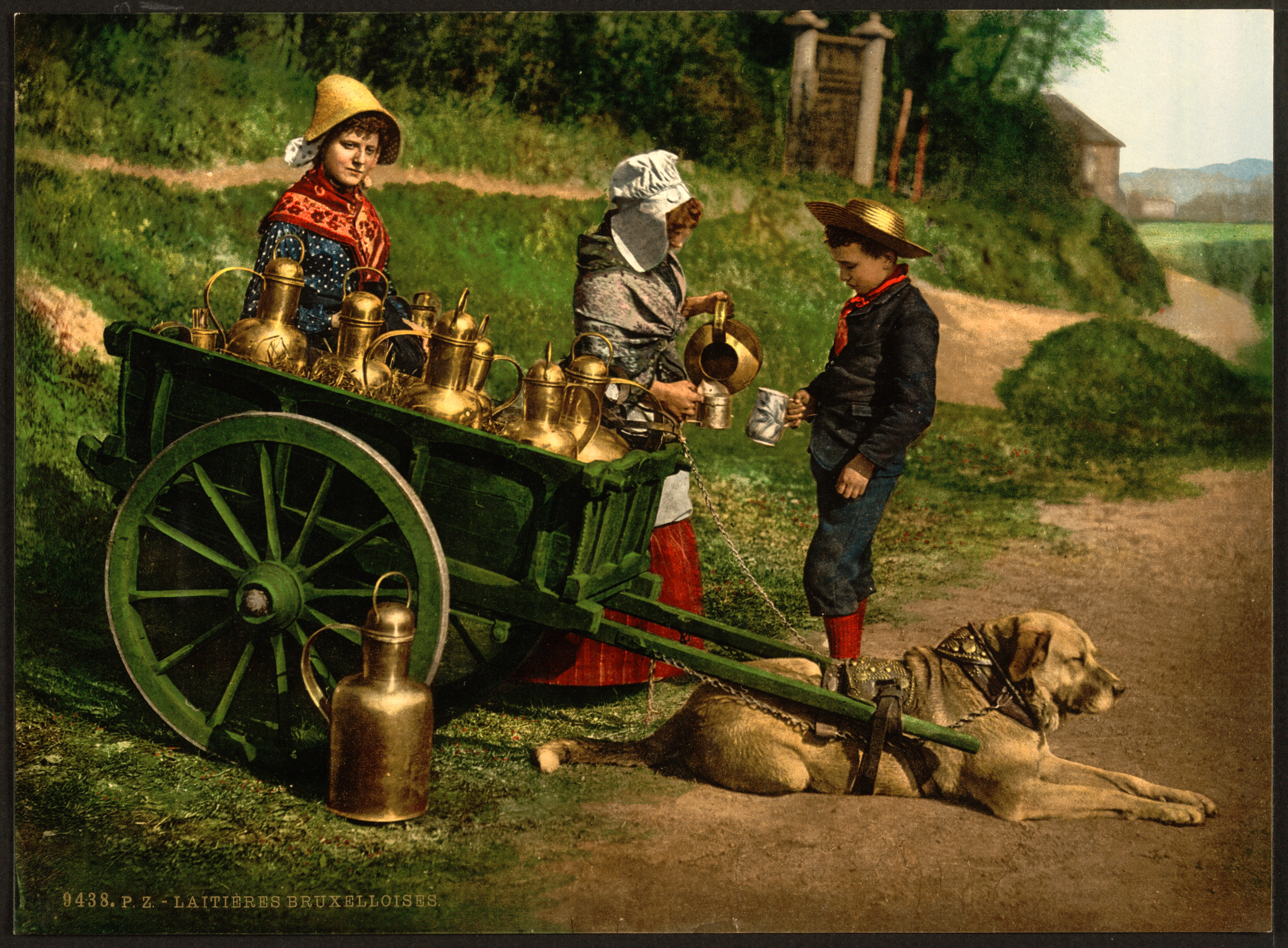
Belgický mlékař se psím spřežením, asi 1890–1900
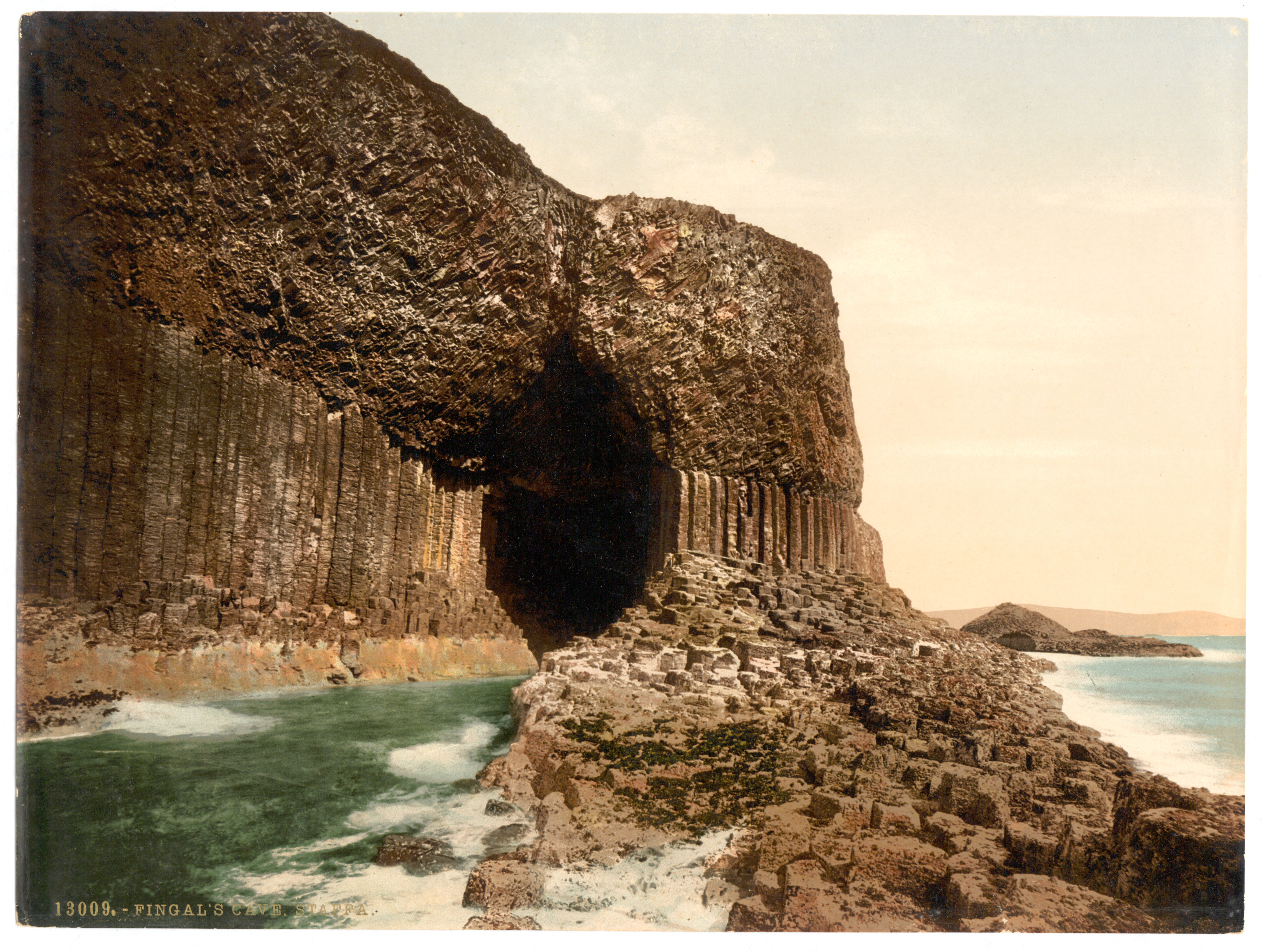
Vchod do jeskyně Fingal's Cave, 1900
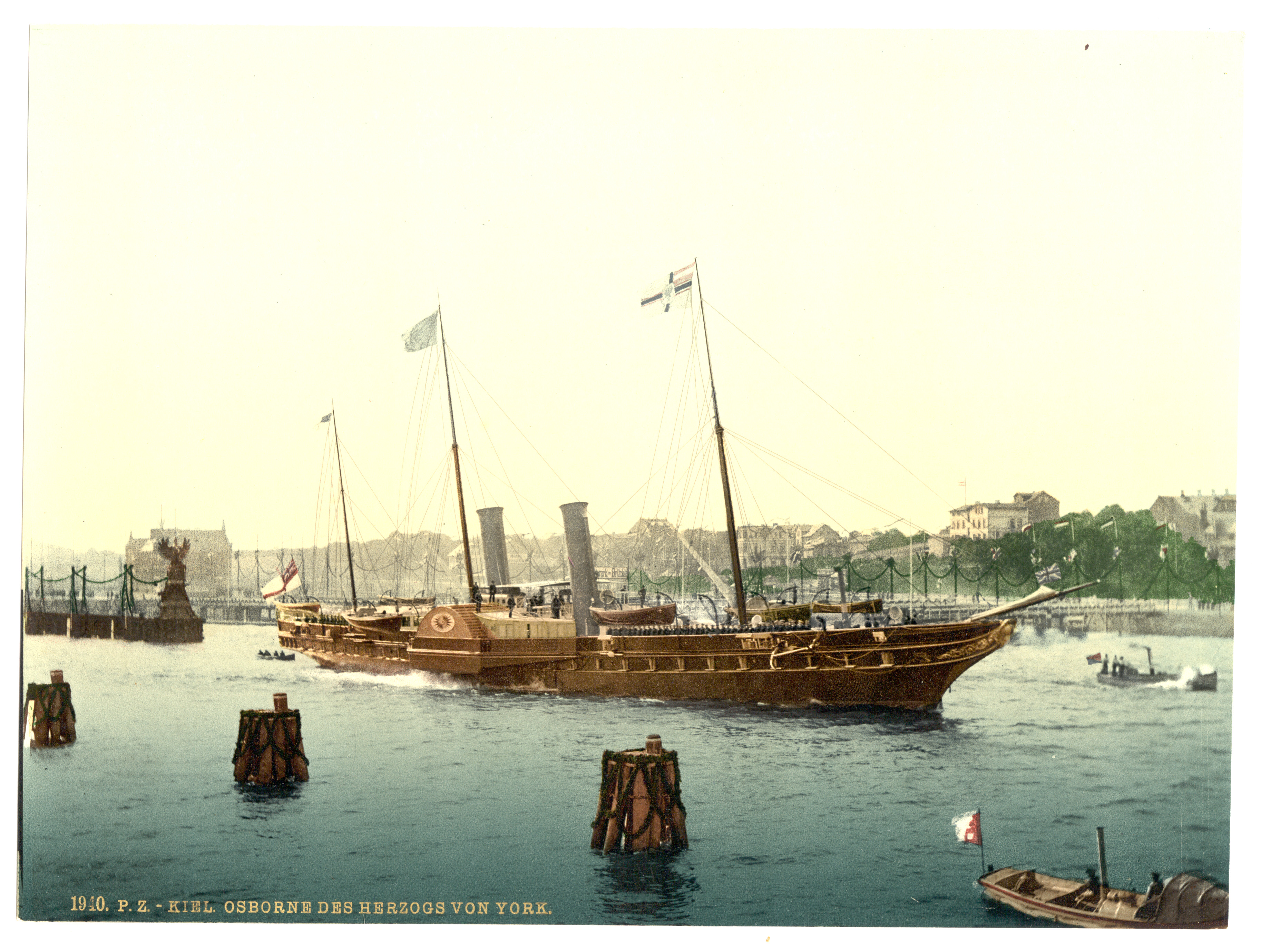
HMY Osborne, asi 1895
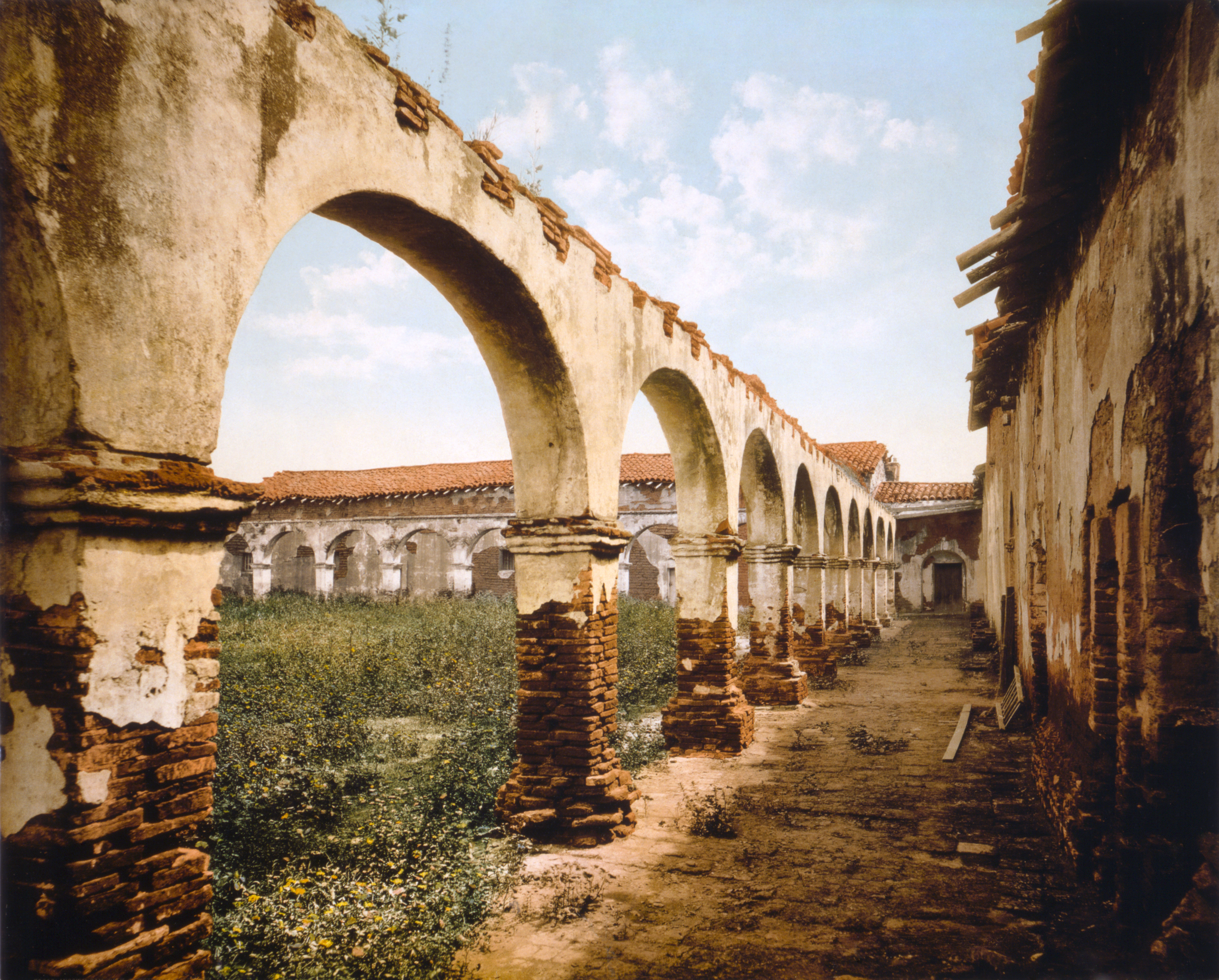
Misie San Juan Capistrano, fotochrom, asi 1899
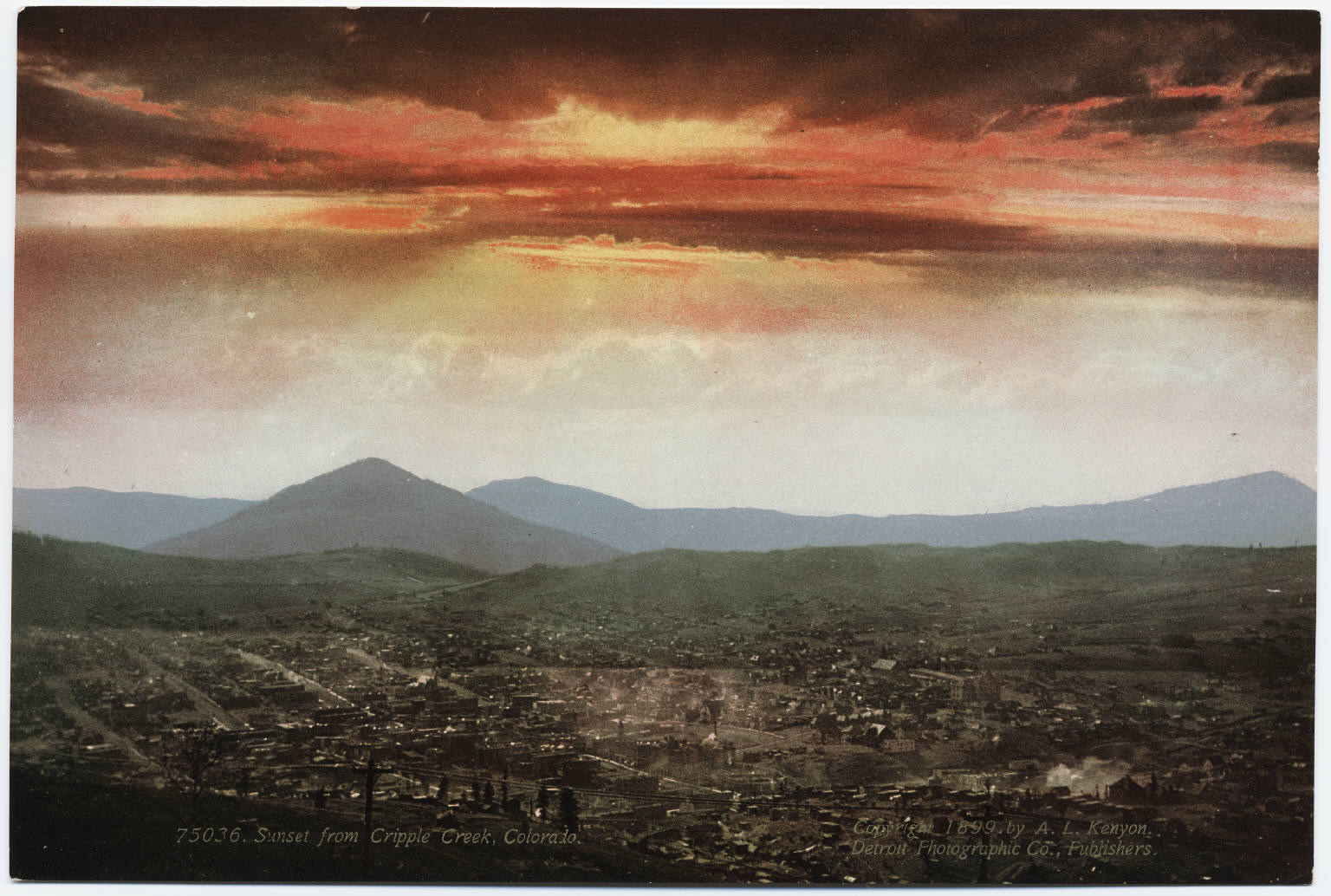
Pohlednice Detroit Photographic Company, asi 1897-1899